# Nils Ringstrand
Nils Gustaf Ringstrand, född 22 juli 1863 i Strängnäs, död 21 december 1935 i Stockholm, var en svensk skogsman och landshövding i Västerbottens län 1918–1919 (tillförordnad) och 1923–1931. Han var gift med Elisabeth Olivia Häggbom, dotter till Olof Christian Häggbom och Fredrique Clausen.
Ringstrand började som jägmästare i Skellefteå 1884 och hade olika befattningar inom skogsvården fram till 1897, bland annat som styrelseledamot i det nybildade Ytterstfors AB, då han blev skogschef för Mo och Domsjö AB med stationering i Umeå – inte långt ifrån det Norrbyskär där Mo och Domsjös vd Frans Kempe 1895 anlagt ett mönstersamhälle i anslutning till den nya ångsågen. 
Där behövde han en representativ bostad, vilket visade sig var svårt då det endast gått tio år sedan stadsbranden i Umeå. Han lät då bygga det som kommit att kallas för Ringstrandska villan (och i senare tid vanligen Druidgården),  uppförd efter ritningar av Stockholmsarkitekten Gustaf Lindgren. Byggnaden är i nationalromantiskt fornnordisk stil och ligger i korsningen Storgatan–Döbelnsgatan, strax intill Länsresidenset och Döbelns park. Där bodde Ringstrand från 1899 till 1909 då han flyttade till Lidingö. Under tiden i Umeå var han ledamot av stadsfullmäktige i Umeå mellan 1901 och 1906 och tog även initiativ till stadens frimurareförening.
Som skogschef arbetade han mycket för att förbättra skogsvården, vilket pågick till 1908. Från och med denna tid kom han att stå disponent Frans Kempe nära, då de hade mycket gemensamt med intresset för skoglig forskning och skogsbrukets modernisering. Han tog ingen utmärkande ställning i de inflammerade debatterna om Norrlandsfrågan som pågick omkring sekelskiftet även om han stod industrifalangen nära. 
Han blev flitigt anlitad som utredare och sakkunnig i skogliga frågor, bland annat i norrländska skogsvårdskommittén mellan 1907 och 1912. 1908 blev han skogsinspektor åt Bankaktiebolaget Stockholm-Öfre Norrland fram till 1918. Han var även expert i första försvarsberedningen 1911–1914, ledamot av styrelsen för Skogshögskolan och Statens skogsförsöksanstalt 1912-1934, ordförande i 1916 års bränslekommission, ordförande i Norrländska skogsvårdsförbundet 1918, ledamot av kolonisationskommissionen 1918-1922 samt ordförande i kommissionen angående biltrafik i de nordligaste länen 1920-1921 där han förespråkade biltrafik som en lösning på de norrländska transportproblemen, då han förutsåg att den glesa bebyggelsen i Norrland var en omständighet som kunde försvåra utbyggnaden av järnvägsnätet. Han stödde även grundandet av arbetsstugor för allmogens barn och var ledamot av överstyrelsen för Röda korset.